# Philippe Jeannol
Philippe Jeannol (ur. 6 sierpnia 1958 w Nancy) – francuski piłkarz występujący na pozycji obrońcy.
W pierwszej reprezentacji Francji rozegrał 1 mecz przeciwko Związkowi Radzieckiemu 11 października 1986. W 1984 wystąpił w pięciu meczach Igrzysk Olimpijskich w Los Angeles.

## Sukcesy piłkarskie
- Zwycięstwo w Pucharze Francji (1978)
- Złoty Medal Olimpijski (1984)
- Mistrzostwo Francji (1986)